# My Song (musikalbum av Keith Jarrett)
My Song från 1978 är ett studioalbum med Keith Jarretts ”European Quartet”. Albumet spelades in i oktober/november 1977 i Talent Studios i Oslo.

## Låtlista
All musik är skriven av Keith Jarrett.
1. Questar – 9:10
2. My Song – 6:09
3. Tabarka – 9:11
4. Country – 5:00
5. Mandala – 8:17
6. The Journey Home – 10:33

## Medverkande
- Keith Jarrett – piano
- Jan Garbarek – tenor- och sopransaxofon
- Palle Danielsson – bas
- Jon Christensen – trummor